# The Academic
The Academic est un groupe irlandais d'indie pop, originaire de Killucan, dans le comté de Westmeath. Le groupe est composé de Craig Fitzgerald, Dean Gavin, et des frères Matthew, et Stephen Murtagh.
Leur premier album studio, Tales from the Backseat, sort en janvier 2018, entrant dans le Irish Albums Chart à la première place. L'album est nommé pour l'album de l'année au Choice Music Prize en janvier 2019. Leur deuxième album studio, Sitting Pretty, sort le 10 février 2023 et entre dans le classement officiel des albums irlandais à la première place.

## Histoire
The Academic se forme alors que Fitzgerald, Gavin et les frères Murtagh fréquentaient tous la St Joseph's Secondary School, à Rochfortbridge. Le groupe suscite l'intérêt des médias en juillet 2017 avec la sortie de Bear Claws, un hymne dont le style est comparé à celui de The Strokes,,. Le titre reçoit une attention supplémentaire après la première de leur vidéo musicale live looper, première du genre et première au monde. La vidéo, qui est réalisée en direct sur un flux vidéo Facebook, utilisait le retard du flux pour créer une boucle musicale, à laquelle ils ajoutaient progressivement des voix et des instruments. Elle connait un succès viral et a atteint plus d'un million de vues sur YouTube en 48 heures.
Le groupe annonce le 26 octobre 2017 que son premier LP, Tales from the Backseat, sort le 12 janvier 2018. L'album est acclamé par la critique, entrant dans le Irish Albums Chart à la première place,.
Leur plus grand concert en tête d'affiche a lieu à l'Iveagh Gardens de Dublin, le 20 juillet 2018, avant qu'ils n'entament une tournée aux États-Unis, en Europe, au Royaume-Uni et en Irlande à l'automne 2018. L'album est nommé pour l'album de l'année au Choice Music Prize en janvier 2019.
Le groupe signe en mai 2020 chez Capitol Records et sort son deuxième album, Sitting Pretty, le 10 février 2023, qui débute au sommet de l'Irish Albums Chart le 17 février 2023.
À la fin de leur tournée américaine en tête d'affiche pour promouvoir l'album, The Academic est l'une des premières parties de l'auteur-compositeur-interprète anglais Louis Tomlinson lors de la partie nord-américaine de sa tournée Faith in the Future World Tour. En avril 2023, ils font partie de plusieurs groupes locaux invités à se produire lors de l'arrêt de Joe Biden à Ballina la nuit du 15, dans le cadre de son voyage présidentiel sur sa terre ancestrale du comté de Mayo,.

## Discographie

### Albums studio
| Titre                   | Détails                                               | Meilleure position |
| Titre                   | Détails                                               | IRL                |
| ----------------------- | ----------------------------------------------------- | ------------------ |
| Tales from the Backseat | - Sortie : 12 janvier 2018 - Label : Room 6, Downtown | 1                  |
| Sitting Pretty          | - Sortie : 10 février 2023 - Label: Capitol           | 1                  |

### EP
| Titre            | Détails                  | Meilleure position |
| Titre            | Détails                  | IRL                |
| ---------------- | ------------------------ | ------------------ |
| Loose Friends    | Sortie : 12 janvier 2018 | —                  |
| Acting My Age    | Sortie : 10 juillet 2020 | 6                  |
| Community Spirit | Sortie : 16 juillet 2021 | —                  |

### Singles
| Titre                       | Détails | Meilleure position | Album                   |
| Titre                       | Détails | IRL                | Album                   |
| --------------------------- | ------- | ------------------ | ----------------------- |
| Girlfriends                 | 2013    | —                  | Single inédit           |
| Different                   | 2015    | 67                 | Loose Friends EP        |
| Northern Boy                | 2015    | —                  | Loose Friends EP        |
| Mixtape 2003                | 2016    | —                  | Single inédit           |
| Bear Claws                  | 2017    | —                  | Tales from the Backseat |
| Permanent Vacation          | 2017    | —                  | Tales from the Backseat |
| Why Can't We Be Friends?    | 2017    | —                  | Tales from the Backseat |
| Bite My Tongue              | 2017    | —                  | Tales from the Backseat |
| Fake ID                     | 2017    | —                  | Tales from the Backseat |
| Superlike                   | 2019    | —                  | Single inédit           |
| Aftertaste                  | 2019    | —                  | Single inédit           |
| Anything Could Happen       | 2020    | —                  | Acting My Age EP        |
| Kids (Don't End Up Like Me) | 2021    | —                  | Community Spirit EP     |
| Not Your Summer             | 2021    | —                  | Community Spirit EP     |
| Don't Take It Personally    | 2022    | —                  | Sitting Pretty          |
| Pushing Up Daisies          | 2022    | —                  | Sitting Pretty          |
| Homesick                    | 2022    | —                  | Sitting Pretty          |
| My Very Best                | 2023    | —                  | Sitting Pretty          |
| Easy on the Eyes            | 2024    | —                  | Single inédit           |